# Дугоухи вечерњак
Дугоухи вечерњак (лат. Myotis bechsteinii) је врста слепог миша из породице вечерњака (лат. Vespertilionidae).

## Опис врсте
Јединке су средње величине са карактеристично дугачким ушима које су значајно дуже него код осталих припадника рода Myotis. Крзно је релативно дуго, са дорзалне стране је црвеносмеђе боје, а вентрално је знатно светлије сиво или светлосмеђе. Крила ове врсте су кратка и широка, бочна летна мембрана почиње на основи прстију стопала.

## Распрострањење
Врста има станиште у Азербејџану, Албанији, Андори, Аустрији, Авганистану, Белгији, Белорусији, Босни и Херцеговини, Бугарској, Гибралтару, Грузији, Грчкој, Данској, Ирану, Италији, Јерменији, Лихтенштајну, Мађарској, Македонији, Молдавији, Монаку, Немачкој, Пољској, Португалу, Румунији, Русији, Сан Марину, Словачкој, Словенији, Србији, Турској, Уједињеном Краљевству, Украјини, Француској, Холандији, Хрватској, Чешкој, Швајцарској, Шведској и Шпанији.

## Станиште
Типичан становник храстових и брезиних шума у умереним зонама. Често се јавља u листопадним шумама од низијских долина до високопланинских простора. У четинарских шумама се јавља уколико су структурно развијене и имају разноврстан слој жбуња, или уколико се налазе у близини оптималнијих станишта.

## Угроженост
Ова врста је на нижем степену опасности од изумирања, и сматра се скоро угроженим таксоном.

### Популациони тренд
Популација ове врсте се смањује, судећи по расположивим подацима.